# Lorenzo Cerdá Bisbal
Lorenzo Cerdá Bisbal – hiszpański malarz pochodzący z Majorki.
Studiował w Akademii Sztuk Pięknych w Palma de Mallorca i w Królewskiej Akademii Sztuk Pięknych św. Ferdynanda w Madrycie. Był również uczniem Joaquina Sorolli, którego poznał w Rzymie, gdzie studiował w latach 1885–1886. W tym okresie powstały dzieła Cap de vell (1884) i Home nu (1886).